# 托爾維爾 (阿肯色州)
托爾維爾（英語：Tollville）是位於美國阿肯色州普雷里縣的一個非建制地區。該地的面積和人口皆未知。

## 地理
托爾維爾的座標為34°43′00″N 91°32′00″W / 34.71667°N 91.53333°W，而該地的平均海拔高度為65米（即213英尺）。